# روبن گونسالس (بازیکن فوتبال، زاده ۱۹۸۲)
روبن گونسالس (انگلیسی: Rubén González؛ زادهٔ ۲۹ ژانویهٔ ۱۹۸۲) بازیکن فوتبال اهل اسپانیا است که در پست مدافع میانی بازی می‌کند.
وی همچنین در تیم‌های ملی فوتبال زیر ۱۶ سال اسپانیا، زیر ۱۷ سال اسپانیا، زیر ۱۸ سال اسپانیا، زیر ۲۰ سال اسپانیا، و زیر ۲۱ سال اسپانیا بازی کرده‌است.